# Tossal de les Peixeres
El Tossal de les Peixeres és una muntanya de 357 metres que es troba al municipi d'Agramunt, a la comarca catalana de l'Urgell.